# Starterkultur
Starterkulturen (auch kurz Starter) sind spezielle, aufgrund spezifischer Eigenschaften selektierte, vermehrungsfähige Mikroorganismen, die bei fermentativen Prozessen der Lebensmittelherstellung verwendet werden. Sie können in Reinkultur oder kontrollierten Mischkulturen vorliegen. Sie werden meist in Konzentrationen höher als eine Million KbE pro Gramm einem Lebensmittel zugesetzt, um dieses in Aussehen, Geschmack oder Haltbarkeit zu verbessern. Starterkulturen werden in Form von Suspensionen oder gefriergetrockneten Pulvern gehandelt. Meist werden Milchsäurebakterien oder Hefen verwendet, aber auch Mischungen beider Gruppen – wie beim Sauerteig oder Kefir. Die Bezeichnung „Starterkultur“ ist inspiriert dadurch, dass diese Mikroorganismen den Veränderungsprozess des Lebensmittels in Gang setzen.
Mit Hilfe von Starterkulturen werden ungefähr 35 Prozent unserer Nahrung hergestellt. Beispiele auf diese Weise hergestellter Nahrungsmittel sind Backwaren, Sauerkraut, Joghurt sowie Sauermilchprodukte, Käse, Rohwurst, Bier oder Wein. In der Milchwirtschaft werden bakterielle Starter Säurewecker genannt.